# کمنسکی ۱۸۶۱
سیارک ۱۸۶۱ (به انگلیسی: 1861 Komensky، نامگذاری:1970WB) هزار و هشتصد و شصت و یکمین سیارک کشف شده‌است که در ۲۴ نوامبر ۱۹۷۰ کشف شد.
قدر مطلق سیارک برابر ۱۱٫۸۰ است.